# Crique du Prince Regent

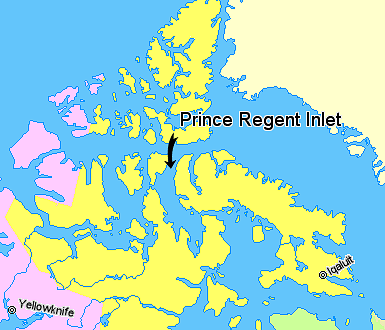
Crique du Prince Regent, Nunavut, Canada.
Nunavut
Territoires du Nord-Ouest
Québec
Groenland

La crique du Prince Regent (anglais : Prince Regent Inlet) est une crique entre l'île Somerset et la péninsule Brodeur dans le territoire canadien du Nunavut. Ce bras de mer relie le golfe de Boothia au Sud au détroit de Lancaster au Nord.